# اسپریت آو پورتسموث
اسپریت آو پورتسموث (به انگلیسی: Spirit of Portsmouth) یک کشتی است که طول آن ۳۲٫۶ متر (۱۰۷ فوت) می‌باشد.